# Prix Eugène-Colas
 (août 2022).
Le prix Eugène-Colas est un prix de l'Académie française constitué en 1982 par la fondation Mme Eugène Colas pour récompenser l'auteur d'un ouvrage d'histoire. Il est attribué chaque année.

## Liste des lauréats

### Années 1980
- 1984
  - Philippe-Ignace André-Vincent, Bartolomé de Las Casas, prophète du Nouveau Monde
  - Maurice Bouvier-Ajam, Attila, le fléau de Dieu
  - Paul Dumont, Mustafa Kemal
  - Marina Grey, Hébert, le Père Duchesne, agent royaliste
- 1985
  - Jean-Paul Bertaud, Les Amis du roi. Journaux et journalistes royalistes en France de 1789 à 1792
  - Michel de Galzain, Histoire du conseil général du Morbihan, de 1789 à nos jours
  - Max Ganibenq, La Peau de cigale
  - Lucien Laugier, Duc d'Aiguillon, commandant en Bretagne, ministre
  - Josef Macek (pl), Histoire de la Bohême, des origines à 1918
- 1986
  - Marie-Hélène Bourquin et Jean-Claude Guillermin des Sagettes, Voyage à Paris pendant la Révolution (1790-1792)
  - Gérard Braconnier, André Minet et Louis Soler, La Plume au fusil. Les poilus du Midi à travers leur correspondance
  - Jean Mauduit, La France contre la France
- 1987
  - Pierre Alibert et Gérard Lacourrège, Nouvelle-Calédonie. Au temps des bagnes
  - Alexandre Bennigsen et Chantal Lemercier-Quelquejay, Le Soufi et le Commissaire. Les confréries musulmanes en URSS
  - Danielle Elisseeff, Hideyoshi, bâtisseur du Japon moderne
- 1988
  - Louis Chardigny, L'Homme Napoléon
  - Yves Chiron, Edmund Burke et la Révolution française
  - René Sédillot, Le Coût de la Révolution française
- 1989
  - Claude Nicolet, L'Inventaire du monde
  - Xavier de Planhol, Géographie historique de la France

### Années 1990
- 1990
  - Bartolomé Bennassar, Les Chrétiens d'Allah. L'histoire extraordinaire des renégats
  - Guy Bois, Les Mutations de l'an mil. Lourmand, village mâcon
  - Cyril Buffet et Rémy Handourtzel, La Collaboration... à gauche aussi
  - Micheline Dupuy, Le Petit Parisien
  - François-Charles d'Harcourt, Regards sur un passé
  - Anne Muratori-Philip, Les Grandes Heures des Invalides
  - Odette Pontal, Histoire des conciles mérovingiens
  - Daniel Roche, La Culture des apparences. Une histoire du vêtement, XVIIe – XVIIIe siècles
  - Paul Sérant, Les Grands Déchirements des catholiques français
  - François Weil, Les Franco-Américains
- 1991
  - Paul Arnold, Histoire des Rose-Croix
  - Lucien Bély, Espions et Ambassadeurs au temps de Louis XIV
  - Pierre Chatenet, Épitaphe pour la démocratie parlementaire
  - Paul Lombard, Histoire de la répression
  - Pierre Maillard, De Gaulle et l'Allemagne. Le rêve inachevé
  - Philippe Monod-Broca, Branly. Au temps des ondes et des limailles
  - Yves-Jean Saint-Martin, Le Sénégal sous le Second Empire
- 1992
  - Christiane d'Ainval, Le Couvent des oiseaux
  - Marcel Lachiver, Les Années de misère. La famine au temps du Grand Roi
  - Claude Michaud, L'Église et l'Argent sous l'Ancien Régime
  - Jean Verdon, Les Françaises pendant la guerre de Cent Ans
- 1993
  - Marie-Josèphe de Lacroix de Lavalette, Une parisienne sous la Terreur. Marie-Angélique Bergeron
  - Michaël Garnier, Bonaparte et la Louisiane
  - Jean-François Lemaire, Napoléon et la Médecine
- 1994 André Clot, Les Grands Moghols. Splendeur et chute
- 1995
  - Jean-Marc Moriceau, Les Fermiers de l'Île-de-France (XVe – XVIIIe siècle
  - Mireille Touzery, L'Invention de l'impôt sur le revenu. La taille tarifée (1715-1789)
  - Jean Villain, La Fortune de Colbert
- 1996
  - Ivan Gobry, Le Procès des Templiers
  - André Tuilier, Histoire de l'université de Paris et de la Sorbonne
  - Martine Van Woerkens, Le Voyageur étranglé. L'Inde des Thugs, le colonialisme et l'imaginaire
- 1997
  - Jean-Marie Constant, La Ligue
  - Régis Hanrion, Les Pèlerinages de France
- 1998
  - Francine-Dominique Liechtenhan, La Russie entre en Europe. Élisabeth Ire et la Succession d'Autriche
  - Anne Puaux, La Huguenote Renée de France
  - Françoise Wagener, La Comtesse de Boigne
- 1999
  - Yves Bomati et Houchang Nahavandi, Shah Abbas, empereur de Perse (1587-1629)
  - Agnès Gerhards, Dictionnaire historique des ordres religieux
  - Gilles Henry, Louis XIII le Juste

### Années 2000
- 2000
  - Jean Baubérot et Valentine Zuber, Une haine oubliée. L'antiprotestantisme avant le pacte laïque
  - Claude Durix, De la Gaule au Japon par les chemins de Dieu et Le Potier de Kyôtô Kawaï Kanjiro
  - Jean Flori, Pierre l'Ermite et la Première Croisade
- 2001
  - Guy Hermet, Les Populismes dans le monde. Une histoire sociologique des XIXe – XXe siècles
  - Nira Pancer, Sans peur et sans vergogne : De l'honneur et des femmes aux premiers temps mérovingiens, Paris, Albin Michel, coll. « Histoire », 2001, 320 p. (ISBN 978-222612-133-2).
- 2002 Barbara Lambauer, Otto Abetz et les Français
- 2003 Michel Antoine, Le Cœur de l'État. Surintendance, contrôle général et intendances des Finances
- 2004 Michel Winock, Jeanne et les siens
- 2005 Sylvie Lapalus, La Mort du vieux. Une histoire du parricide au XIXe siècle
- 2006 Emmanuelle Loyer, Paris à New York. Intellectuels et artistes français en exil (1940-1947)
- 2007 Pierre Riché et Jacques Verger, Des nains sur des épaules de géants. Maîtres et élèves au Moyen Âge
- 2008 Élisabeth Badinter, Les Passions intellectuelles
- 2009 Bénédicte Vergez-Chaignon, Les Vichysto-résistants de 1940 à nos jours

### Années 2010
- 2010 Christian Taillard, Victor Louis (1731-1800). Le triomphe du goût français à l'époque néoclassique
- 2011 Johann Chapoutot, Le Meurtre de Weimar
- 2012 Étienne Fouilloux, Eugène cardinal Tisserant (1884-1972)
- 2013 Martin Dumont, Le Saint-Siège et l'Organisation politique des catholiques français aux lendemains du Ralliement (1890-1902)
- 2014 Olivier Wieviorka, Histoire de la Résistance (1940-1945)
- 2015 Jean-Paul Demoule, Mais où sont passés les Indo-Européens ?
- 2016 Catherine Gousseff, Échanger les peuples. Le déplacement des minorités aux confins polono-soviétiques (1944-1947)
- 2017
  - Fanny Cosandey, Le Rang. Préséances et hiérarchies dans la France d’Ancien Régime
  - Dominique Kalifa, La Véritable Histoire de la « Belle Époque »
- 2018
  - Françoise Hildesheimer, Rendez à César. L'Église et le pouvoir (IVe – XVIIIe siècle)
  - Laurent Bonnefoy, Le Yémen. De l'Arabie heureuse à la guerre.
- 2019
  - François Dosse, La Saga des intellectuels français (1944-1989)
  - Gérard Noiriel, Une histoire populaire de la France. De la Guerre de Cent Ans à nos jours

### Années 2020
- 2020
  - Christophe Levantal, Louis XIV voyageur
  - Mathilde Monge et Natalia Muchnik, L’Europe des diasporas (XVIe – XVIIIe siècle)
- 2021 
  - Étienne Peyrat, Histoire du Caucase au XXe siècle
  - Patricia Sorel, Napoléon et le Livre. La censure sous le Consulat et l’Empire (1799-1815)
- 2022
  - Jérémie Gallon, Henry Kissinger. L’Européen
  - Pauline Valade, Le Goût de la joie. Réjouissances monarchiques et joie publique à Paris au XVIIIe siècle
- 2023
  - Christian Lamouroux, La Dynastie des Song. Histoire générale de la Chine (960-1279)
  - Juliette Rennes, Métiers de rue. Observer le travail et le genre à Paris en 1900
- 2024 
  - Monique Cottret, L’Europe des Lumières (1680-1820)
  - Michel Pierre, Histoire de l’Algérie. Des origines à nos jours